# Turi
 Denne artikel omhandler byen Turi. Der er også andre byer med dette navn, se Türi.
Turi er en by i Apulien, Italien med 12.971 (2023) indbyggere.